# Мятусово
Мятусово — деревня в Подпорожском городском поселении Подпорожского района Ленинградской области.

## История
Упоминается, как деревня Мятумсово в Часовенном приходе Важинского погоста в 1563 году.

МЯТУСОВО — село при реке Свири, число дворов — 50, число жителей: 140 м п., 166 ж. п.; Чудь и русские. Церквей православных две. Часовня православная. Волостное правление. (1873 год)

Сборник Центрального статистического комитета описывал его так:

МЯТУСОВО — село бывшее государственное при реке Свири, дворов — 85, жителей — 465; Волостное правление, церковь православная, 2 часовни, школа, 11 лавок, торжок 1 января, 15 августа и 25 сентября. (1885 год)

Село административно относилось к Мятусовской волости 2-го стана Олонецкого уезда Олонецкой губернии.

МЯТУСОВО — деревня Мятусовского сельского общества при реке Свири, население крестьянское: домов — 62, семей — 65, мужчин — 172, женщин — 194, всего — 366; некрестьянское: домов — 4, семей — 3, мужчин — 13, женщин — 8, всего — 21; лошадей — 46, коров — 97, прочего — 88. Школа. (1905 год)

С 1917 по 1919 год деревня входила в состав Мятусовской волости Олонецкого уезда Олонецкой губернии.
С 1919 года в составе Лодейнопольского уезда.
С 1922 года в составе Петроградской губернии.
С 1923 года в составе Ленинградской губернии.
С 1927 года в составе Подпорожского района. В 1927 году население деревни составляло 491 человек.
Согласно карте Ленинградской области Северо-западного аэрогеодезического треста ГГУ издания 1932 года деревня насчитывала 50 крестьянских дворов. В деревне находилась пристань, почта и две часовни.
По данным 1933 года деревня Мятусово являлось административным центром Мятусовского сельсовета, в который входили 5 населённых пунктов: деревни Бухова Гора, Вавшуковская, Мятусово, Новосель, Яковлевская, общей численностью населения 1337 человек.

Деревня Мятусово на карте РККА 1936 года

С 1 августа 1941 года по 31 мая 1944 года деревня находилась в финской оккупации.
С 1954 года в составе Хевроньинского сельсовета.
С 1963 года в составе Лодейнопольского района.
В 1958 году население деревни составляло 46 человек.
С 1965 года вновь в составе Подпорожского района.
По данным 1966 года деревня Мятусово также входила в состав Хевроньинского сельсовета.
По данным 1973 и 1990 годов деревня Мятусово входила в состав Курповского сельсовета.
В 1997 году в деревне Мятусово Курповской волости проживали 5 человек, в 2002 году — также 5 человек (все русские).
В 2007 году в деревне Мятусово Подпорожского ГП проживал 1 человек.

## География
Деревня расположена в северо-западной части района на автодороге 41К-149 (Подпорожье — Курпово).  
Расстояние до административного центра поселения — 11 км.
Расстояние до ближайшей железнодорожной станции Токари — 10 км.
Деревня находится на правом берегу реки Свирь.

## Демография
| 1873 | 1885 | 1905 | 1927 | 1958 | 1997 | 2007 |
| ---- | ---- | ---- | ---- | ---- | ---- | ---- |
| 306  | ↗465 | ↘387 | ↗491 | ↘46  | ↘5   | ↘1   |
| 2010 | 2017 |      |      |      |      |      |
| ↗2   | ↗9   |      |      |      |      |      |

### Национальный состав
Согласно данным Всероссийской переписи населения 2021 года в деревне проживали 16 человек, все русские.

## Достопримечательности
- Церковь Александра Невского, 1867 года постройки, деревянная, утрачена в 1949 году[18].
- Часовня в память о спасении Александра II при покушении 4 апреля 1866 года, 1875 года постройки, каменная, утрачена[19].

## Краеведение
Громов С. И. родился в 1854 году. Окончил Олонецкую духовную семинарию. С июля 1875 года по май 1882 года был учителем в земской школе в селе Мятусово и в других сельских школах. В мае 1882 года был рукоположен в священники, после чего продолжал педагогическую деятельность в качестве законоучителя. С августа 1886 года и по крайней мере до ноября 1893 года был законоучителем в Вытегорском мужском одноклассном земском училище. Краеведческие работы:
- Громов С. И. Закладка училищного дома в селе Мятусове Олонецкого уезда. // Олонецкие губернские ведомости, 1878. № 47.
- Громов С. И. — учитель Мятусовского училища. Ёлка в Мятусовском училище (Олонецкого уезда) // Олонецкие губернские ведомости. 1877. № 12. С. 121 – 122[20].

## Улицы
Дружная, Жаворонковая, Зелёный тупик, Окраинная, Полевая, Соседняя.